# Desa Mulyajaya (administrativ by i Indonesien, lat -6,97, long 108,70)
Desa Mulyajaya är en administrativ by i Indonesien.   Den ligger i provinsen Jawa Barat, i den västra delen av landet, 220 km öster om huvudstaden Jakarta.